# Cyclea fissicalyx
Cyclea fissicalyx är en tvåhjärtbladig växtart som beskrevs av Stephen Troyte Dunn. Cyclea fissicalyx ingår i släktet Cyclea och familjen Menispermaceae. Inga underarter finns listade i Catalogue of Life.